# Ingarda
Ingarda – żeńskie imię germańskie, notowane w Polsce od średniowiecza w formach Ingardis i Hingardis. Według jednych badaczy pierwszy człon imienia, Ing-, pochodzi od germańskiego Ingwa, Ingu, co oznacza "członek plemienia Ingweonów", inne źródła podają, iż człon ten wywodzi się od imienia germańskiego boga, a kolejne wskazują, iż ów germański bóg był pierwotnie bogiem plemienia Ingweonów. Człon drugi imienia wiąże się z germ. gardaz — "ogrodzenie, płot", goc. garda — "pleciony płot, obora", stsas. gardo, stwniem. garto — "ogród" i należy go rozumieć jako "ogrodzoną posiadłość". 
Ingarda imieniny obchodzi 7 listopada. 
Znane osoby noszące imię Ingarda:
- Ingarda — córka Waldemara I Wielkiego lub jego syna Kanuta VI, żona Kazimierza II pomorskiego i matka Warcisława III
- Ingegerda norweska — królowa Danii, córka króla Norwegii Haralda III i jego żony królowej Elżbiety kijowskiej